# San Rafael de los Alemán
San Rafael de los Alemán är en ort i Mexiko.   Den ligger i kommunen Pinos och delstaten Zacatecas, i den centrala delen av landet, 400 km nordväst om huvudstaden Mexico City. San Rafael de los Alemán ligger 2 180 meter över havet och antalet invånare är 168.
Terrängen runt San Rafael de los Alemán är huvudsakligen platt, men söderut är den kuperad. Runt San Rafael de los Alemán är det ganska glesbefolkat, med 21 invånare per kvadratkilometer. Närmaste större samhälle är Pinos, 19,0 km norr om San Rafael de los Alemán. Omgivningarna runt San Rafael de los Alemán är i huvudsak ett öppet busklandskap.